# Леонов Олексій Олександрович
Олексій Олександрович Леонов (нар. 26 лютого 1983, м. Одеса) — український ресторатор, меценат. Народний депутат України 9-го скликання. Переміг у виборчому окрузі Сергія Ківалова. Член партії «Слуга народу».

## Життєпис
Освіта професійно-технічна.
2000—2002 — навчався в Одеському вищому професійному училищі морського туристичного сервісу (спеціальність «Кухар судновий»).
Працював шеф-кухарем у Лондоні та Естонії.
Леонов є співвласником мережі ресторанів «Pizza&Grill» та ресторану «Slow Piggy».

## Громадська діяльність
З 2014 року займається громадською діяльністю. Засновник громадської організації «Я Одессит — мне не все равно».
Був помічником народного депутата Віталія Курила.

## Політична діяльність
Кандидат у народні депутати від партії «Слуга народу» на парламентських виборах у 2019 році (виборчий округ № 135, Приморський район м. Одеси). На час виборів: комерційний директор ТОВ «Грилион», безпартійний. Проживає в м. Одесі.
Член Комітету Верховної Ради з питань фінансів, податкової та митної політики, голова підкомітету з питань оподаткування податком на додану вартість.
Керівник групи з міжпарламентських зв'язків з Ісламською Республікою Пакистан, заступник керівника групи з міжпарламентських зв'язків з Республікою Куба.
Голосував за проєкт постанови 0901-П «Про скасування рішення Верховної Ради України від 16.01.2020 року про прийняття у другому читанні та в цілому як закону України проєкту Закону України „Про повну загальну середню освіту“», закону, який не передбачає існування російськомовних шкіл.

## Скандали
Леонов приховав витрати на рекламу в соцмережах під час передвиборчої кампанії. За підрахунками журналістів він витратив близько 92 тисячі гривень.
У жовтні 2019 був підозрюваним в отриманні 30 тисяч доларів за на підтримку в комітеті законопроєкту про ліквідацію корупційних схем під час оцінки об'єктів нерухомості
2 травня 2020 року, на шостому році війни Росії проти України, Олексій Леонов разом з ще одним депутатом від партії «Слуга народу», Артемом Дмитруком, прийшли з квітами до Будинку профспілок в Одесі, щоб пом'янути проросійських сепаратистів, що загинули під час протистояння 2 травня 2014 року.